# Matias Gomes Sanches
Matias Gomes Sanches foi um Governador Civil de Faro entre 11 de Dezembro de 1936 e 22 de Agosto de 1938.